# Попов, Владимир Александрович (агроном)
Владимир Александрович Попов (8 декабря 1912, с. Гирей, Кавказский отдел, Кубанская область, Российская империя — 24 октября 1977, Северо-Казахстанская область, Казахская ССР, СССР) — главный агроном совхоза «Чистовский» Булаевского района Северо-Казахстанской области, Казахская ССР. Герой Социалистического Труда (1971). Член КПСС с 1964 года.

## Биография
Родился 8 декабря 1912 года в рабочей семье в селе Гирей (ныне — Гулькевичский район Краснодарского края).
В 1932 году окончил Лесосельскохозяйственный институт в Майкопе, после чего работал агрономом Первомайской селекционно-опытной станции в Краснодарском крае. Затем работал агрономом-отраслевиком Ипатовской МТС Ставропольского края.
В 1943 году назначен начальником планово-производственной части сельскохозяйственного подразделения МВД Ставропольского края, где он работал 9 лет.
С 1952 года по 1954 гг. работает заместителем директора совхоза «Коммунар» Ставропольского края.
В марте 1954 года прибыл на освоение целинных земель в Северо-Казахстанскую область и работал до 1955 года главным агрономом совхоза «Ишимский» Тимирязевского района.
В 1955 году назначен директором совхоза «Докучаевский». С 1957 года — главный агроном совхоза «Дзержинский».
С 1961 года по январь 1973 года главный агроном совхоза «Чистовский» Булаевского района.
В годы Восьмой пятилетки (1966—1970) внедрял передовые агрономические методы, в результате чего совхоз «Чистовский» перевыполнил план. Валовый сбор зерновых за годы пятилетки составил 17,5 центнеров зерновых с каждого гектара. Государству было сдано свыше миллиона центнеров зерновых, что в два раза превысило план. Указом Президиума Верховного Совета СССР «О присвоении звания Героя социалистического Труда передовикам сельского хозяйства Казахской ССР» от 8 апреля 1971 года за выдающиеся успехи, достигнутые в развитии сельскохозяйственного производства и выполнении пятилетнего плана продажи государству продуктов земледелия и животноводства удостоен звания Героя Социалистического Труда с вручением ордена Ленина и золотой медали «Серп и Молот»
.
В январе 1973 года вышел на пенсию. Проживал в Северо-Казахстанской области.
Умер 24 октября 1977 года.

## Награды
- Орден Ленина — дважды
- Орден Трудового Красного Знамени
- Заслуженный агроном Казахской ССР